# Ángel Corpa
Ángel Corpa   (Barajas de Melo, 1952) és un cantautor castellà. El 1972 crea a Huelva Jarcha, un grup musical essencial per a comprendre la música dels anys de la Transició espanyola. A Jarcha compongué gran part dels seus èxits gravant catorze discos en els vint-i-cinc anys que col·labora amb el grup. Desenvolupa així un estil que musicalitza obres de diversos poetes majoritàriament andalusos (Miguel Hernández, Blas de Otero, Federico García Lorca, Rafael Alberti…) i dona a conèixer al gran públic la tradició musical i sonora d'Andalusia. El 1997 abandonà el grup i col·laborà amb alguns muntatges de Salvador Távora en La Cuadra de Sevilla de Sevilla. En l'actualitat col·labora amb diferents institucions educatives per a promoure el coneixement de la música popular.

## Biografia
Ángel Corpa dona els seus primers passos musicals als tretze anys en grups de diversos estils: blues, rock, soul, etc. Va ser llavors sent molt jove quan compon les seves primeres cançons i comença a actuar com a solista en festivals, col·legis i universitats. D'aquesta manera conquereix el primer premi en el certamen nacional de joves intèrprets que se celebrava anualment en aquella època.
L'any 1972 crea Jarcha, un grup musical essencial per comprendre la música dels anys de la Transició espanyola. En Jarcha compon gran part dels seus èxits gravant catorze discos en els vint-i-cinc anys que col·labora amb el grup. Desenvolupa així un estil que musicalitza obres de diversos poetes espanyols com Miguel Hernández, Eduardo Álvarez Héyer, Blas d'Otero, Bertold Brecht, Nicolás Guillén, Gabriel Celaya, Jesús Arcensio, Rafael Alberti, Lope de Vega, Cervantes, Quevedo, Góngora, Juan de Tassis (Conde de Villamediana), Garcilaso de la Vega i Pablo Neruda. Gràcies a aquesta tasca, dona a conèixer al gran públic la tradició musical i sonora d'Andalusia. Ha col·laborat amb Salvador Távora en el desenvolupament musical de diferents muntatges del grup de teatre La Cuadra.
Com a actor de doblatge és conegut per ser la veu del malvat Freezer en la franquícia d'anime Dragon Ball.
Ha dirigit i presentat el programa de Ràdio, "Em queda la paraula", dedicat a la poesia i la música.
L'any 2000, juntament amb l'Ajuntament de Sevilla va posar en marxa l'activitat "Educació en Valors a través de la Cançó" amb la qual ha recorregut més de 350 Centres Educatius de tot Espanya.
L'any 2003, durant el Centenari de Rafael Alberti, va crear l'espectacle "Claveles y Espadas", estrenat al Teatre Falla de Cadis i posteriorment portat a CD.
El dia 20 de gener de 2004 va rebre la Medalla de la ciutat de Huelva a la Cultura, concedida al grup JARCHA per tota la seva trajectòria.
En el marc del Centenari del naixement del poeta Miguel Hernández, va compondre un espectacle amb el títol "Viento del Pueblo" comptant amb les aportacions d'altres artistes com Joan Manuel Serrat, Alberto Cortez i Jorge Sarraute.

## Discografia
- "Andaluces de Jaén"
- "Gritos de un pueblo, un cantar"
- "La copla que está en mi boca"
- "Cadenas"
- "Elegía"
- "Donde vas, colega"
- "Andalucía"
- "El Guerrillero"
- "En el nombre de España, paz"

Discografia en solitari
- Cansonetos
- Claveles y espadas (2002)
- ...ángel de humana figura (2005)